# 港鐵車廠

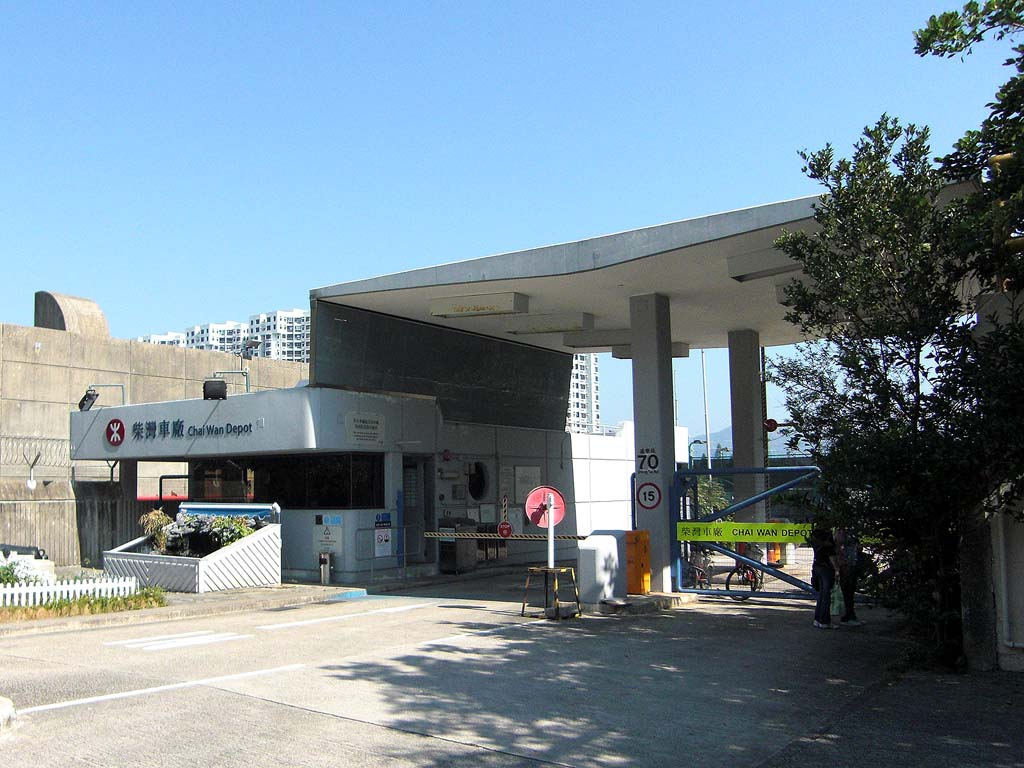
柴灣車廠閘口

港鐵營運7條重型鐵路綫、2條中型鐵路綫、1個輕鐵網絡和1個纜車系統，因此設立了多個車廠，以供存放列車及對列車進行維修、清洗等工作。港鐵目前共設有9個鐵路車廠及2個纜車車廠，並隸屬車務處管理，為港鐵市區綫、機場快綫、輕鐵和昂坪360提供服務。其中何東樓車廠、八鄉車廠、大圍車廠和屯門車廠原由九廣鐵路公司興建及營運，於兩鐵合併後租予香港鐵路有限公司（港鐵公司）繼續營運。
除了鐵路服務外，港鐵也提供巴士服務，包括4條港鐵接駁巴士綫（由九龍巴士營運）及13條港鐵巴士綫，所以也設立了數間巴士車廠及停泊處。

## 列車車廠

### 何東樓車廠

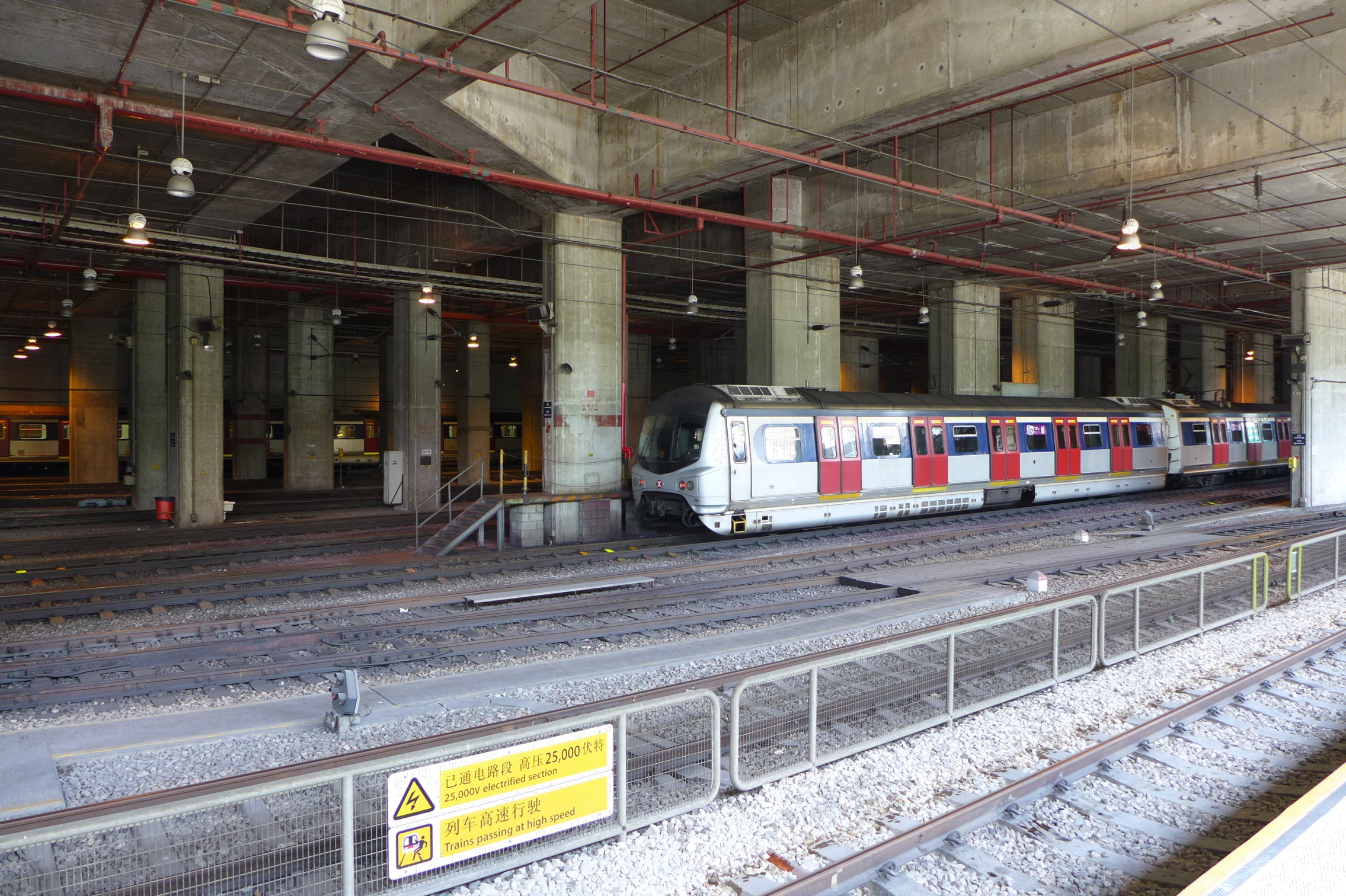
何東樓車廠

何東樓車廠是港鐵東鐵綫的車廠，位於新界沙田區火炭，鄰近火炭鐵路大樓（原九鐵總部）以及東鐵綫火炭站和馬場站，上蓋為住宅銀禧花園、駿景園及御龍山。
何東樓車廠原址為稱為何東樓的著名建築，是香港富豪何東旗下物業，約於1970年代拆卸，並興建九廣鐵路英段車廠，即現今港鐵何東樓車廠。

### 九龍灣車廠

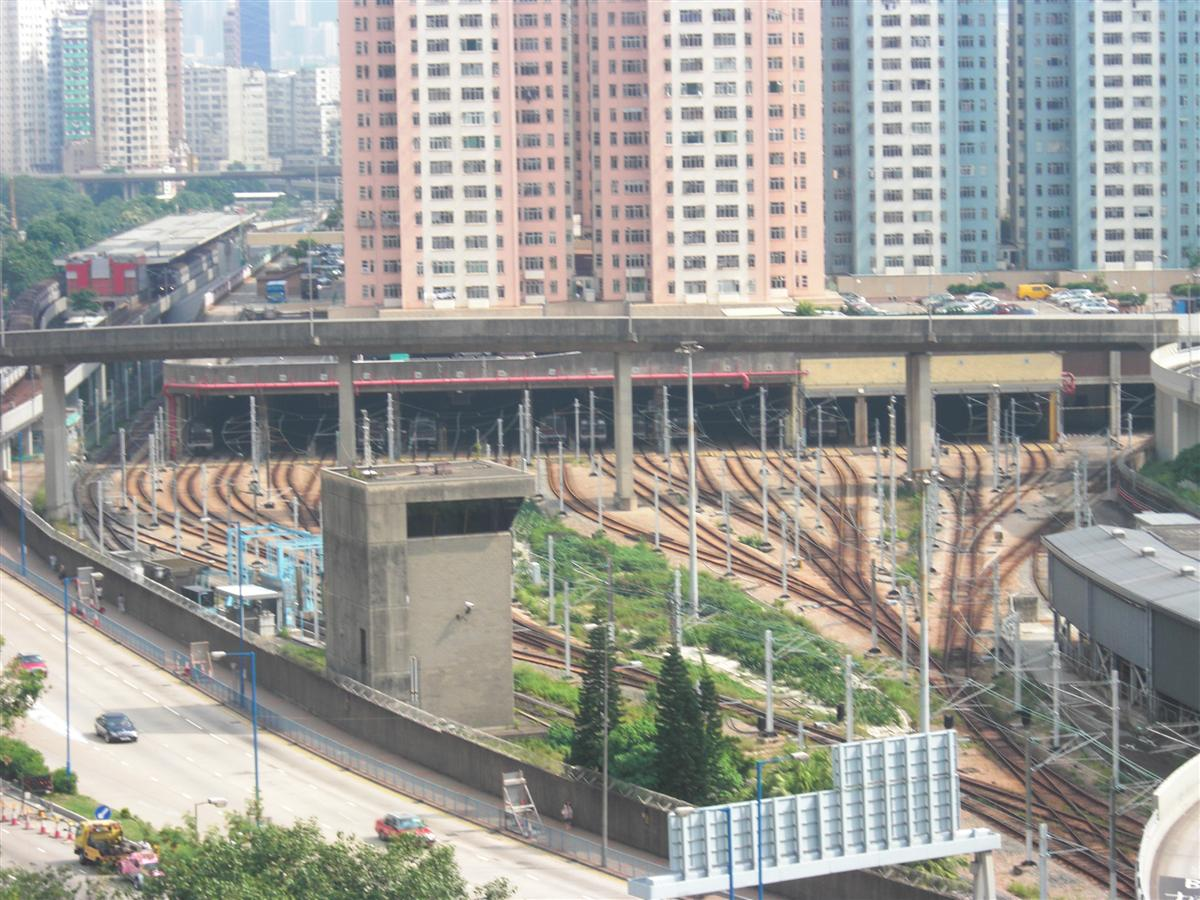
九龍灣車廠

九龍灣車廠是觀塘綫的車廠，位於德福花園平台之下，旁邊是九龍灣站和港鐵總部大樓。
車廠除了為列車提供停車、測試、洗車、預防及糾正性維修設施外，亦會為所有市區綫現代化列車（包括3輛迪士尼綫列車）、在將軍澳綫服役的13列市區綫韓製列車和在觀塘綫服役的市區綫中國製列車進行大型維修。安排此車廠擔任此工作是由於九龍灣車廠為前地鐵的第一個車廠，有最齊全的維修機器。
在當初建造的時候，車廠亦預留部份空間供東九龍綫使用。

### 荃灣車廠
荃灣車廠是荃灣綫的車廠，位於新界荃灣區荃灣北部一帶，1982年5月10日啟用。車廠旁邊是荃灣站，上蓋為大型屋苑綠楊新邨。
車廠可容納40多輛港鐵列車，為列車提供停車、測試、洗車、預防及糾正性維修設施，包括更換重型設備時用的起重及頂升設備。荃灣車廠內設有港鐵員工康體中心，供港鐵職員作消閒聯誼之用。
1998年至2001年，荃灣車廠曾經為所有港鐵市區綫現代化列車進行全面性的翻新工作。2011年，荃灣車廠為第一編組的中國製列車進行車門、座位及地板重裝工程。2016-2018年，荃灣車廠曾經為部份港鐵市區綫現代化列車進行新訊號系統安裝工程。

### 柴灣車廠

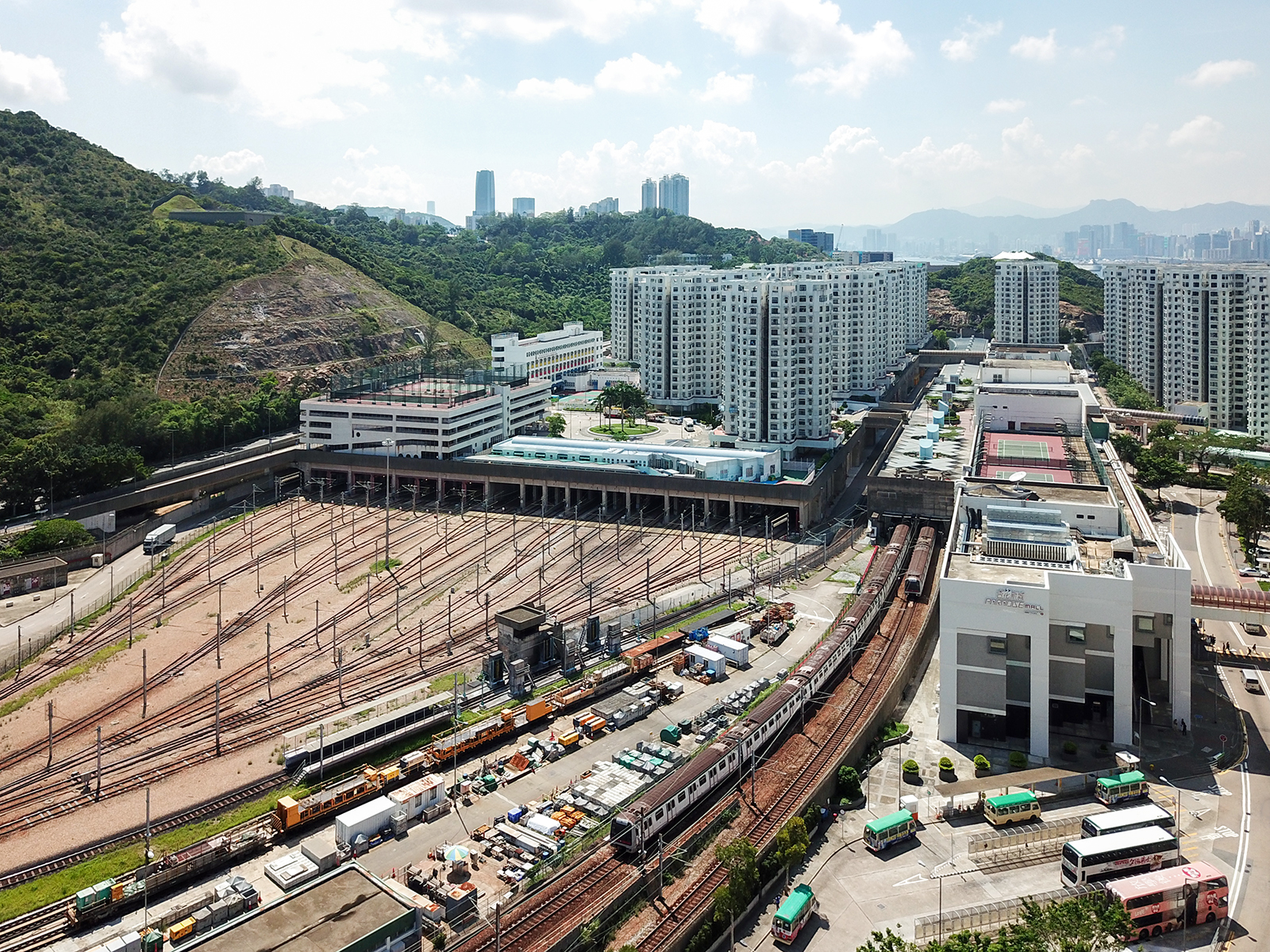
柴灣車廠

柴灣車廠是港島綫的車廠，位於香港島東區柴灣北部，車廠上蓋為大型屋苑杏花邨第1至18座（統稱上杏花），旁邊為杏花邨站，由青木建設-飛島建設聯營承建。此廠是港鐵所有使用三菱製牽引系統的現代化列車專屬定修廠（大修仍由九龍灣車廠擔當）。車廠內設有8個維修車坑及14條泊位軌道，為列車提供定修及停泊空間，並設有試車線。另外，廠內亦設港鐵員工康體中心，供港鐵職員作消閒聯誼之用。
2008年至2011年，柴灣車廠為所有港鐵市區綫現代化列車進行多用途空間改造工程。

### 小蠔灣車廠

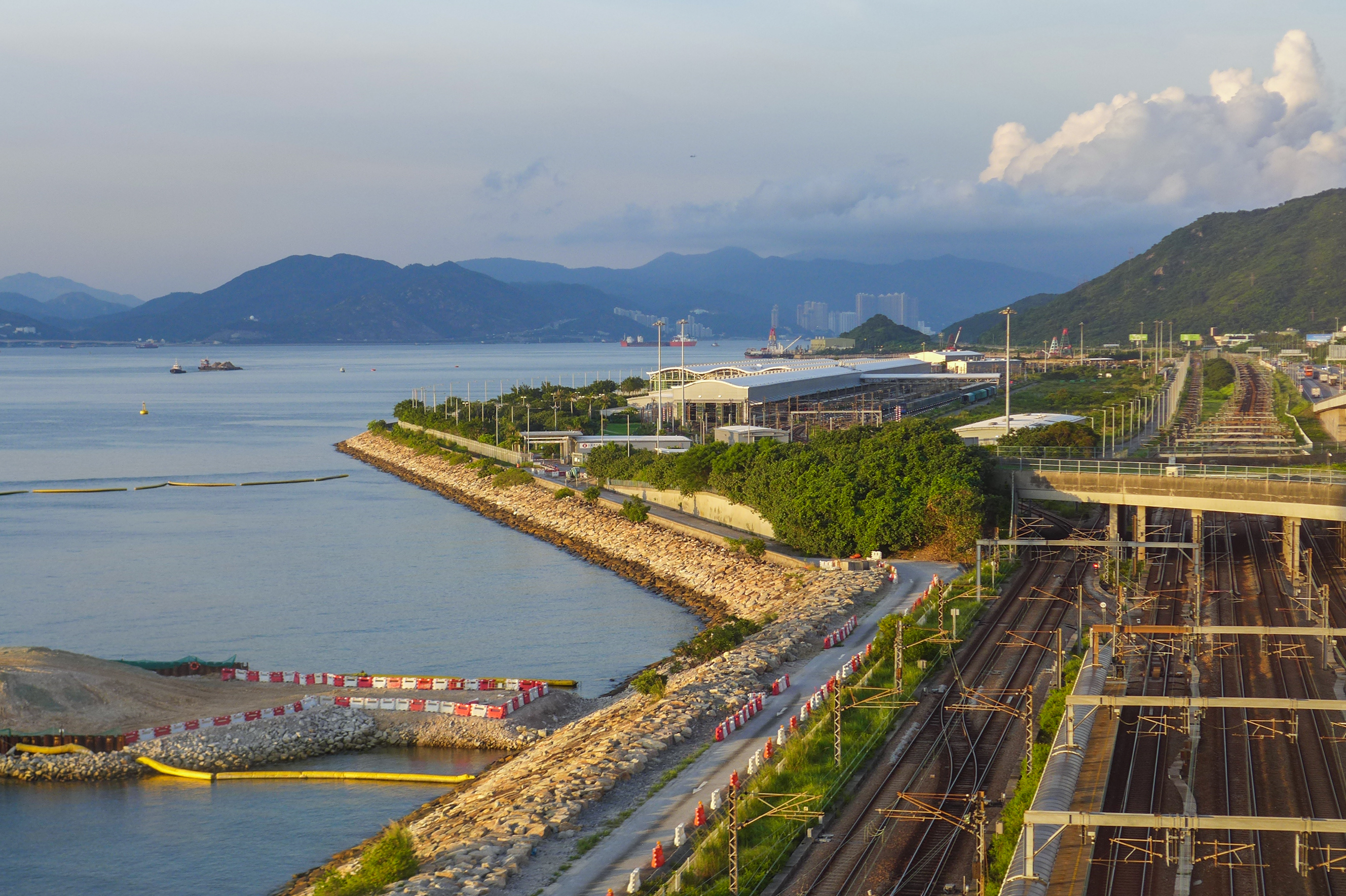
遠眺小蠔灣車廠

小蠔灣車廠是東涌綫、機場快綫和迪士尼綫的車廠，位於大嶼山東北部的小蠔填海地，機場快綫和東涌綫主綫北側，旁邊正在興建小蠔灣站，行政上屬於離島區，但亦接近荃灣區。該車廠由梁柏濤建築師樓設計，承建商是瑞安建業和亞太建設。此地並非與迪士尼綫路軌連接，迪士尼綫列車來往小蠔灣車廠，須途經機場快綫和東涌綫欣澳站至小蠔灣的一段共用路軌。
小蠔灣車廠除了為機場鐵路列車進行日常維修外，車廠西北面更附設躉船碼頭，供市區綫、東涌綫、機場快綫和迪士尼綫海運到港的新直流電列車上岸。2015年南港島綫黃竹坑車廠仍未建成之時，南港島綫新列車暫時存放在此車廠並進行測試，待黃竹坑車廠落成再用船和車輛運往黃竹坑車廠。此外，車廠置放和拆解退役的市區綫現代化列車；亦設有一個大型機務段，供所有在港鐵市區線使用的機車停泊及進行定修、大修之用。
由於位置偏遠，港鐵因此安排了員工巴士，接載員工和承辦商來往車廠至東涌站。

### 將軍澳車廠

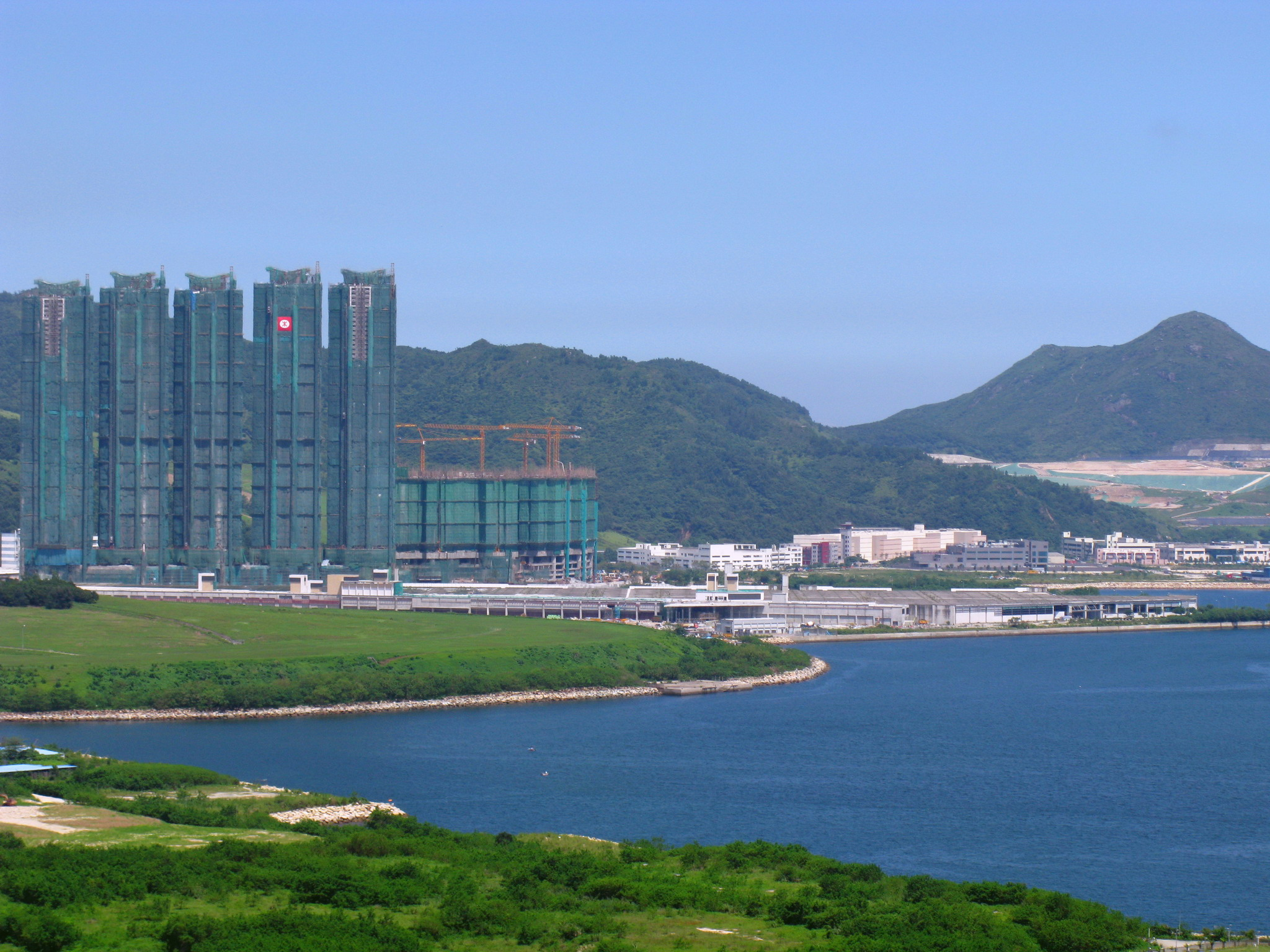
遠眺將軍澳車廠

將軍澳車廠是將軍澳綫的車廠，位於新界將軍澳南部小赤沙，上蓋为港鐵物業日出康城、THE LOHAS和康城站。此車廠擁有前地鐵系統各廠中最多的泊車位數目，共設有31個泊位，以及4條定修車坑。由於車廠並不位於將軍澳綫主綫附近，所以康城站興建前是以一段支綫接駁至將軍澳站，該段支綫現成為來往康城站的列車行駛路綫。
此外，將軍澳車廠內亦設有「港鐵工程實驗室」，用作化驗各項港鐵工程所用的建材，並定期校正相關測量儀器。
而在興建期間，此廠亦有為未來北港島綫項目預留空間，而有關空間於2023年起加建內部結構、添置軌道及設備，並擬於2026年啟用。

### 八鄉車廠

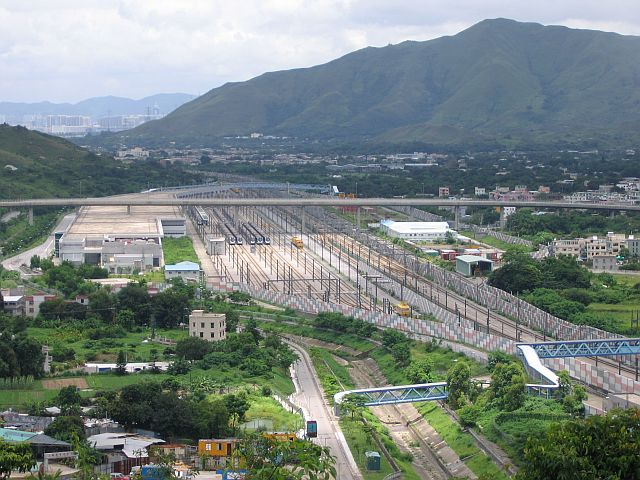
從河背遠眺八鄉車廠

八鄉車廠是屯馬綫的車廠，位於新界元朗區八鄉元崗附近，即港鐵屯馬綫錦上路站東南面，為屯馬綫的列車提供維修服務，每日24小時運作。
車廠除了為列車提供清洗、測試、維修的地方外，亦會為所有近畿川崎列車及屯馬綫中國製列車進行大修。
每年12月均會舉行聖誕兒童同樂日，供員工及其家屬還有受邀的非港鐵員工家屬兒童參與。

### 大圍車廠

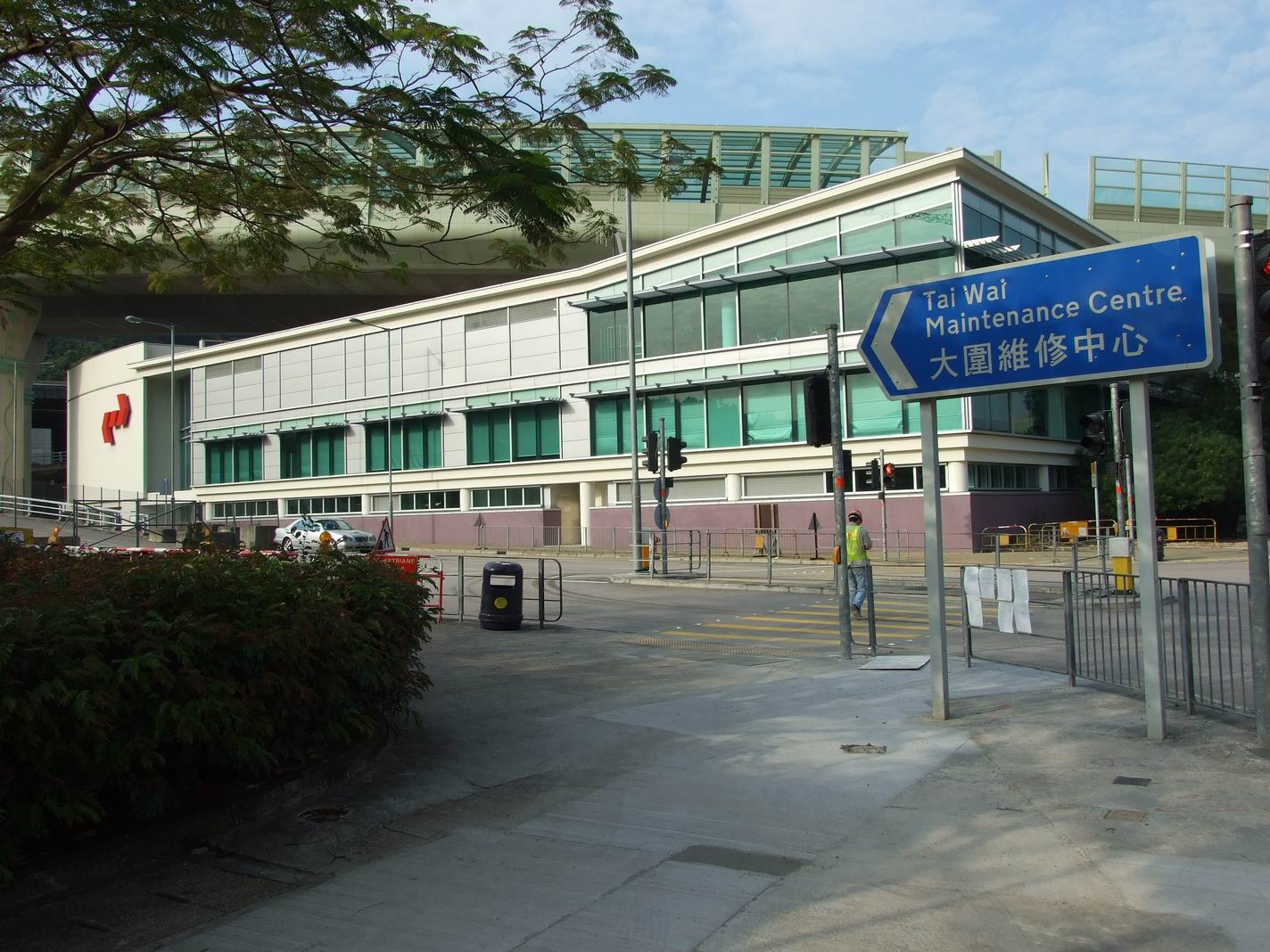
大圍車廠入口

大圍車廠是屯馬綫的車廠，位於新界沙田區大圍顯徑站與大圍站間。每日24小時運作，為屯馬綫的列車提供維修服務。

### 黃竹坑車廠
黃竹坑車廠為南港島綫（東段）及建議中的南港島綫（西段）提供服務，車廠舊址為舊時黃竹坑邨的位置，而其上蓋為港島南岸發展項目。

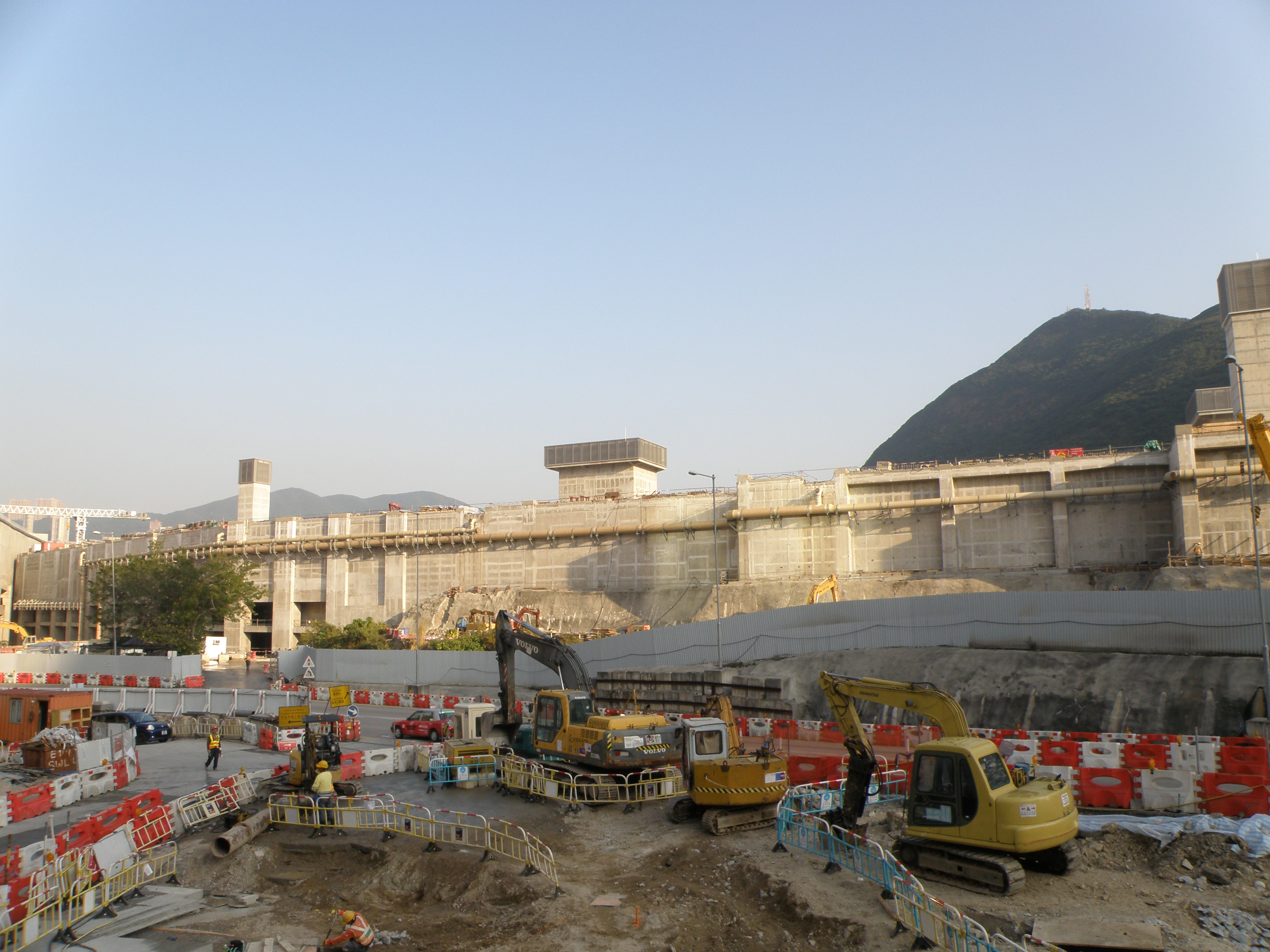
黃竹坑車廠西北面
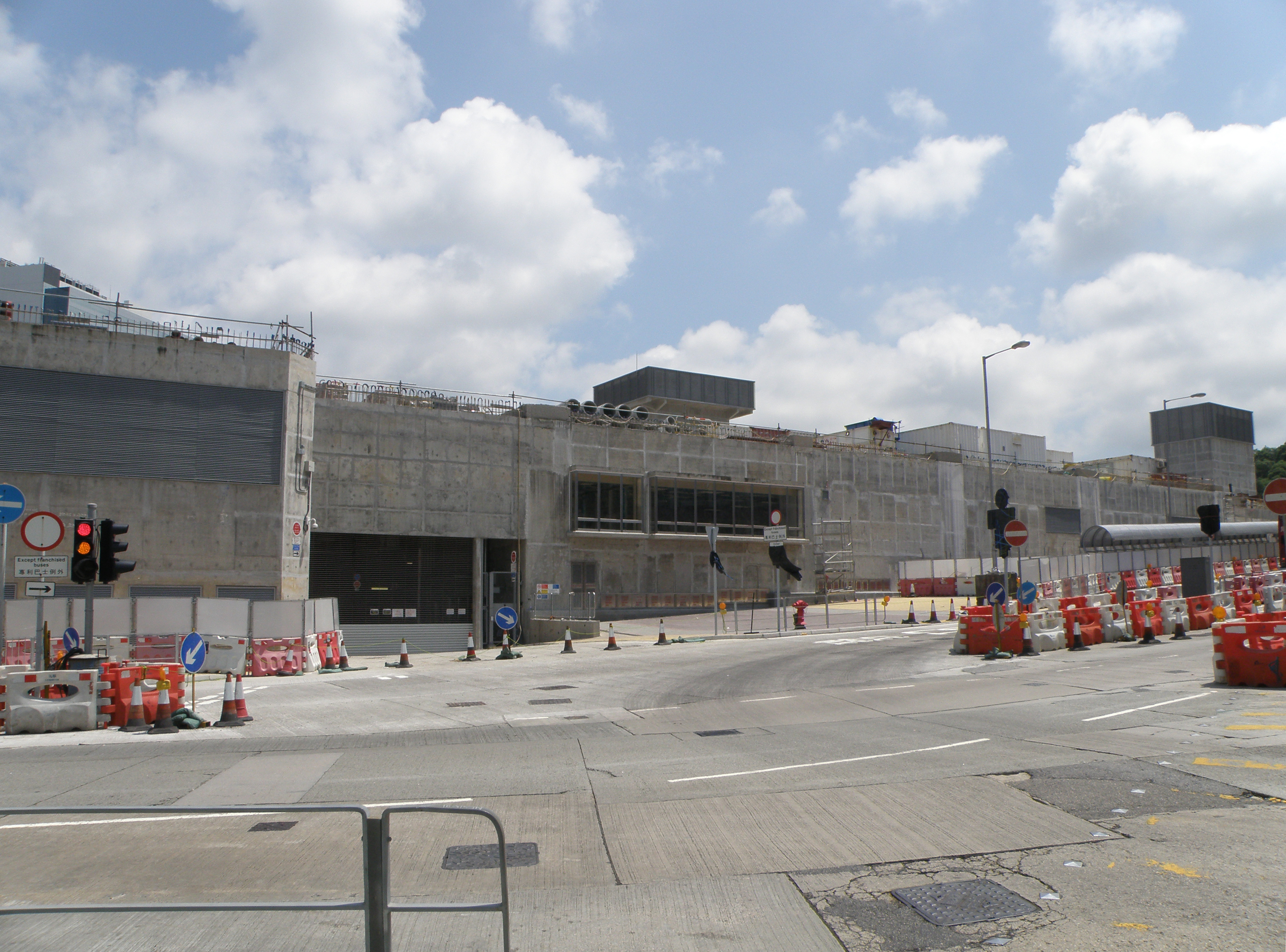
黃竹坑車廠西南面

### 屯門車廠

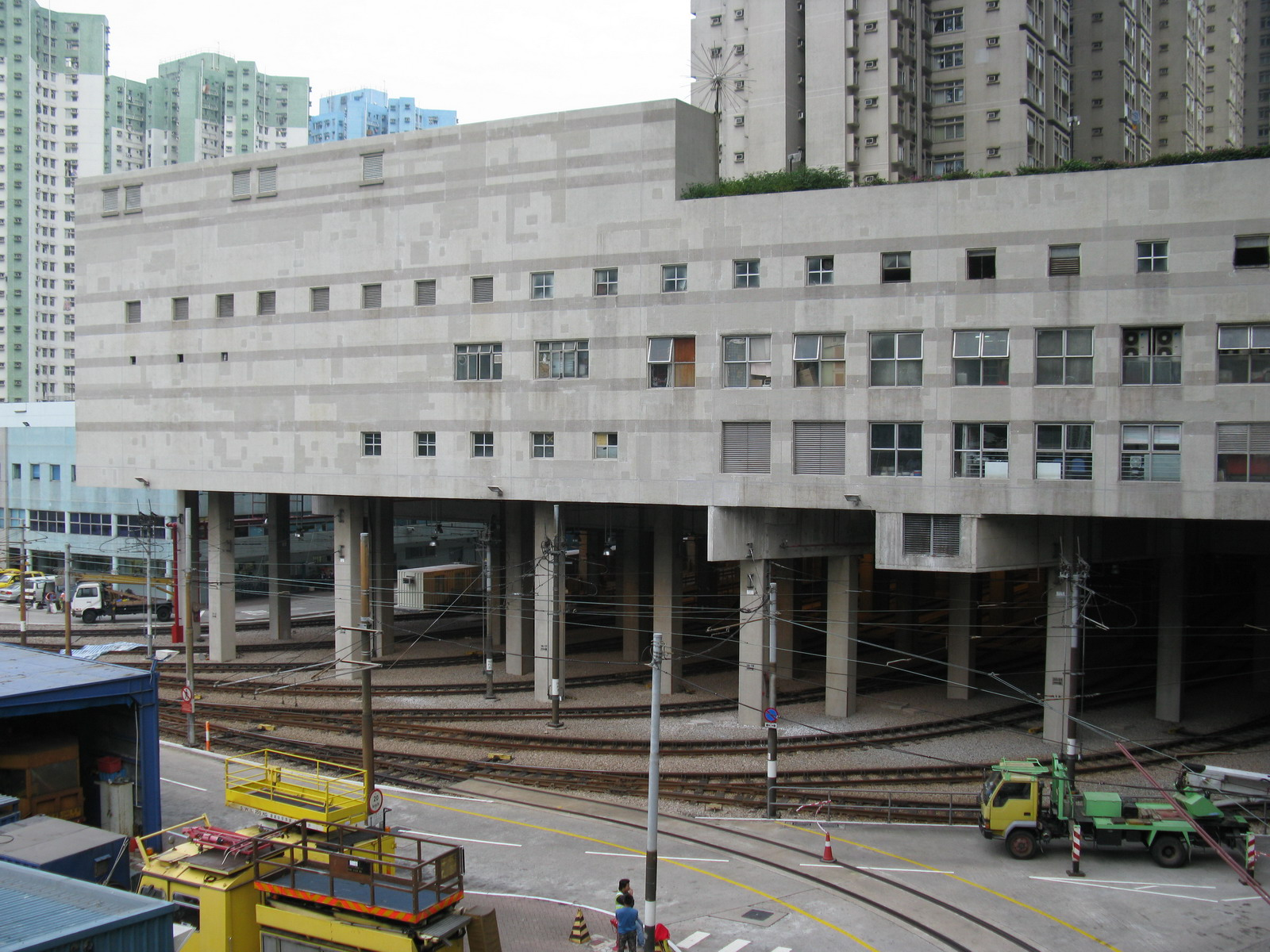
屯門車廠

屯門車廠最初原稱「輕鐵車廠」，之後改名為「九廣鐵路屯門維修中心」，後因兩鐵合併再易名為「屯門車廠」，位於屯門散石灣龍門路，鄰近輕鐵車廠站；為輕鐵的維修工場及控制中心所在地，亦有巴士維修中心（下詳）。於運用庫上方，建有九鐵公司與新鴻基合作的住宅新屯門中心。

### 石崗列車停放處

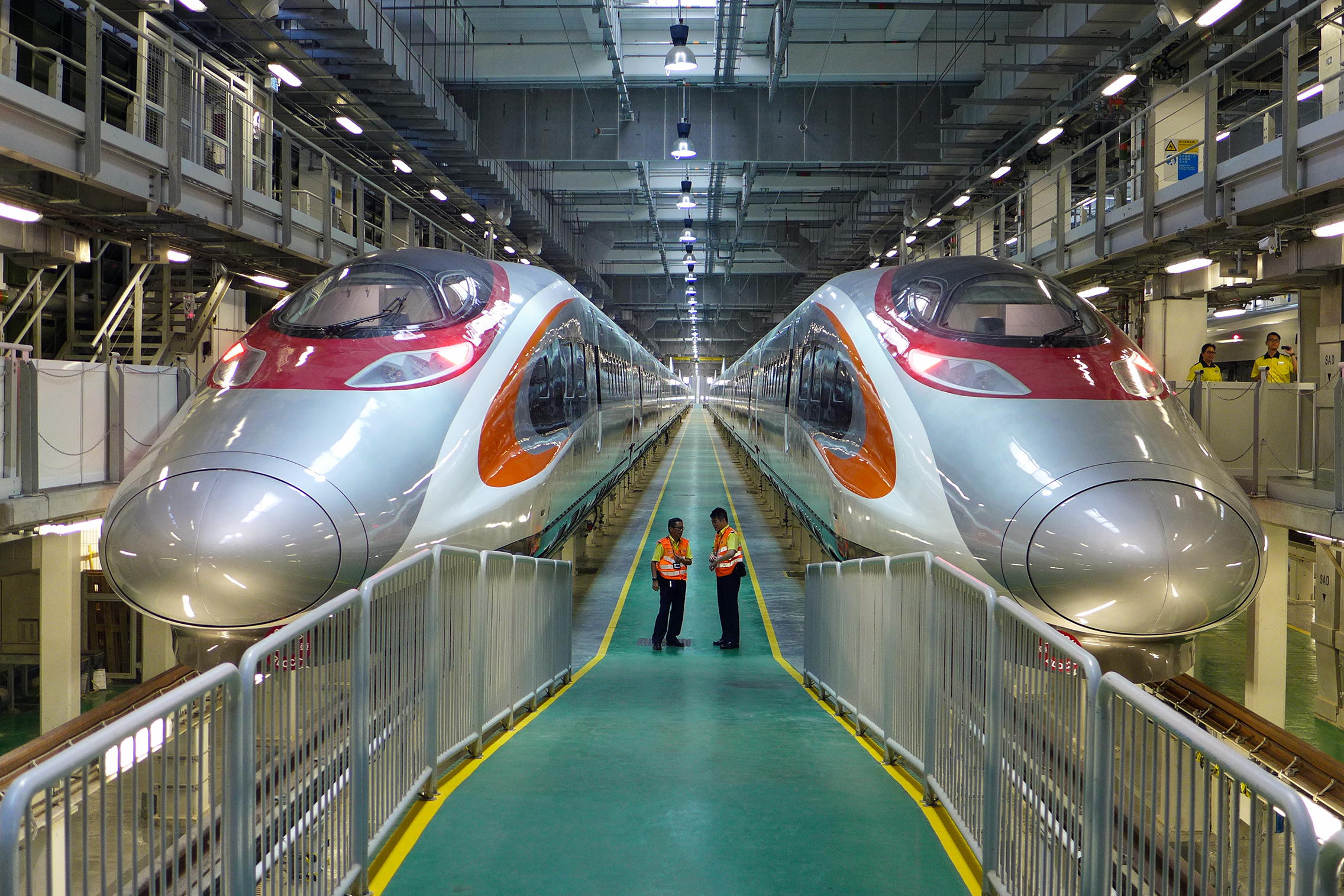
停放在石崗列車停放處的香港高速動車組“动感号”

此車廠為廣深港高速鐵路香港段的設施提供基本及緊急檢修，及支援停放列車之用；至於大修及定修，則分別由中車四方，以及名義配屬的廣州南動車所擔當（後者由港鐵外站員工負責，而非廣州局集團員工），與國鐵列車維修安排看齊。而且，該處會設有高速鐵路的緊急救援站。車廠位址為原菜園村及其周邊位置。

### 紅磡列車停放處

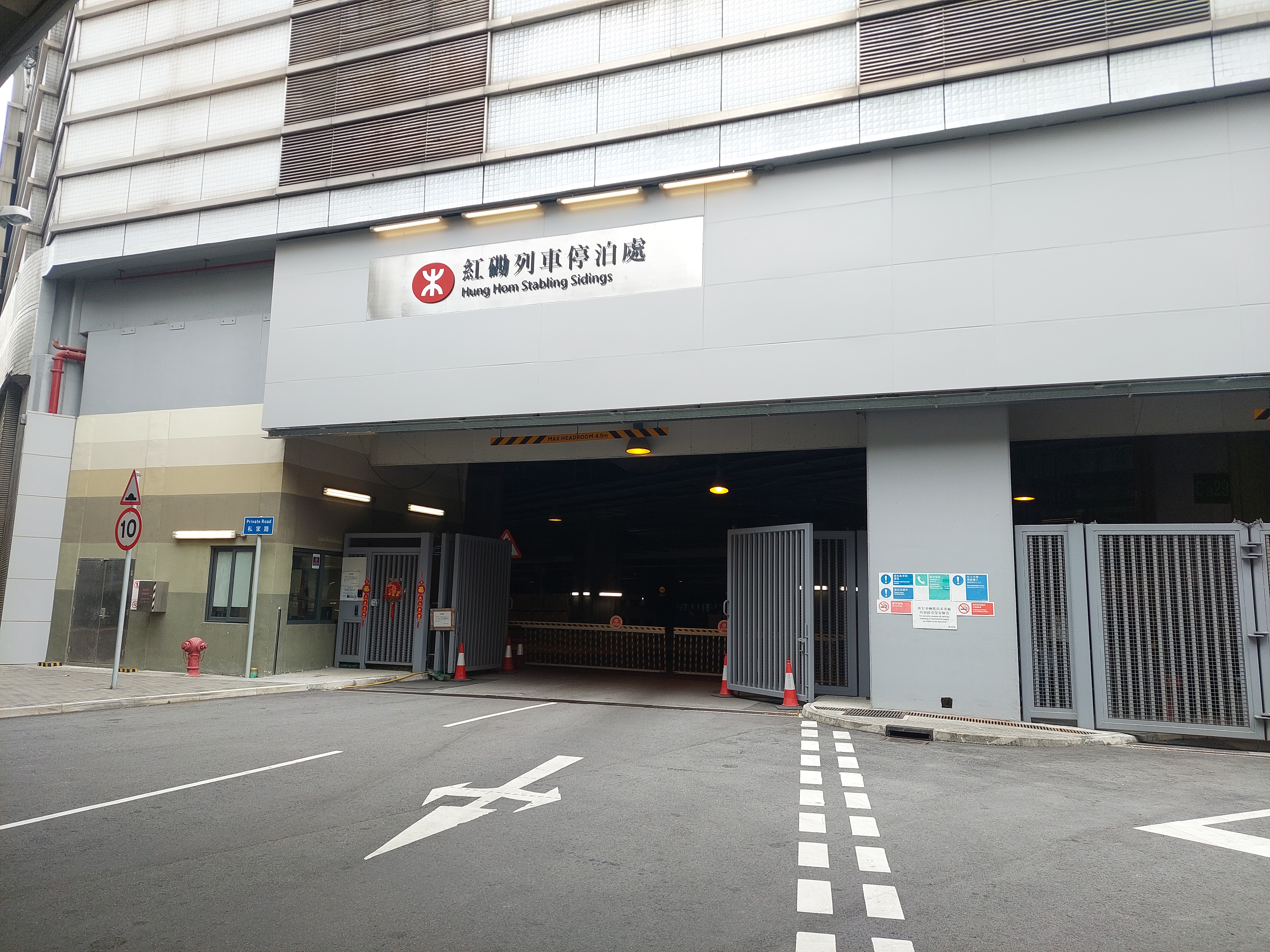
紅磡列車停放處

此列車停放處位於置富都會基座，用作停放18列屯馬綫列車，以及設置維修保養設施，例如驗車線、小型維修線，以及機房和供電分站，而這些設施不能由港鐵公司現有車廠提供。另外，屯馬綫新建車站遠離現有的八鄉車廠，而大圍車廠並無空間容納原有馬鞍山綫以外的列車，該兩個現有車廠均不能配合屯馬綫早上繁忙時間的發車班次。在考慮現有車廠的位置、其發車方向及與屯馬綫車站的距離後，確定有需要在市區設置列車停放處。
在此之前，九鐵公司最終方案擬稿亦曾建議在啟德站附近商業區地塊興建啟德維修中心，但後來因該處地下水位過高，而被在鑽石山設列車停放處的計劃取代。遭區議會及居民反對下，最後港鐵決定更改選址，改於紅磡站附近的原紅磡貨運站設置列車停放處。紅磡貨場本身有13條軌道可停泊列車，其中2條可用於清潔及檢查列車，日後轉作停放處毋須擴建，亦不須增設任何維修設施及額外建築物，僅需重新裝修、拆卸機車行車室、拆卸重建廠內軌道及與東鐵綫連接軌道。不過港鐵同時要在未來啟德站加建一條側線路軌，以作緊急列車停放處；而八鄉車廠亦要預留數條軌道，作為日後屯馬綫早上出車之用。

## 機車行車室

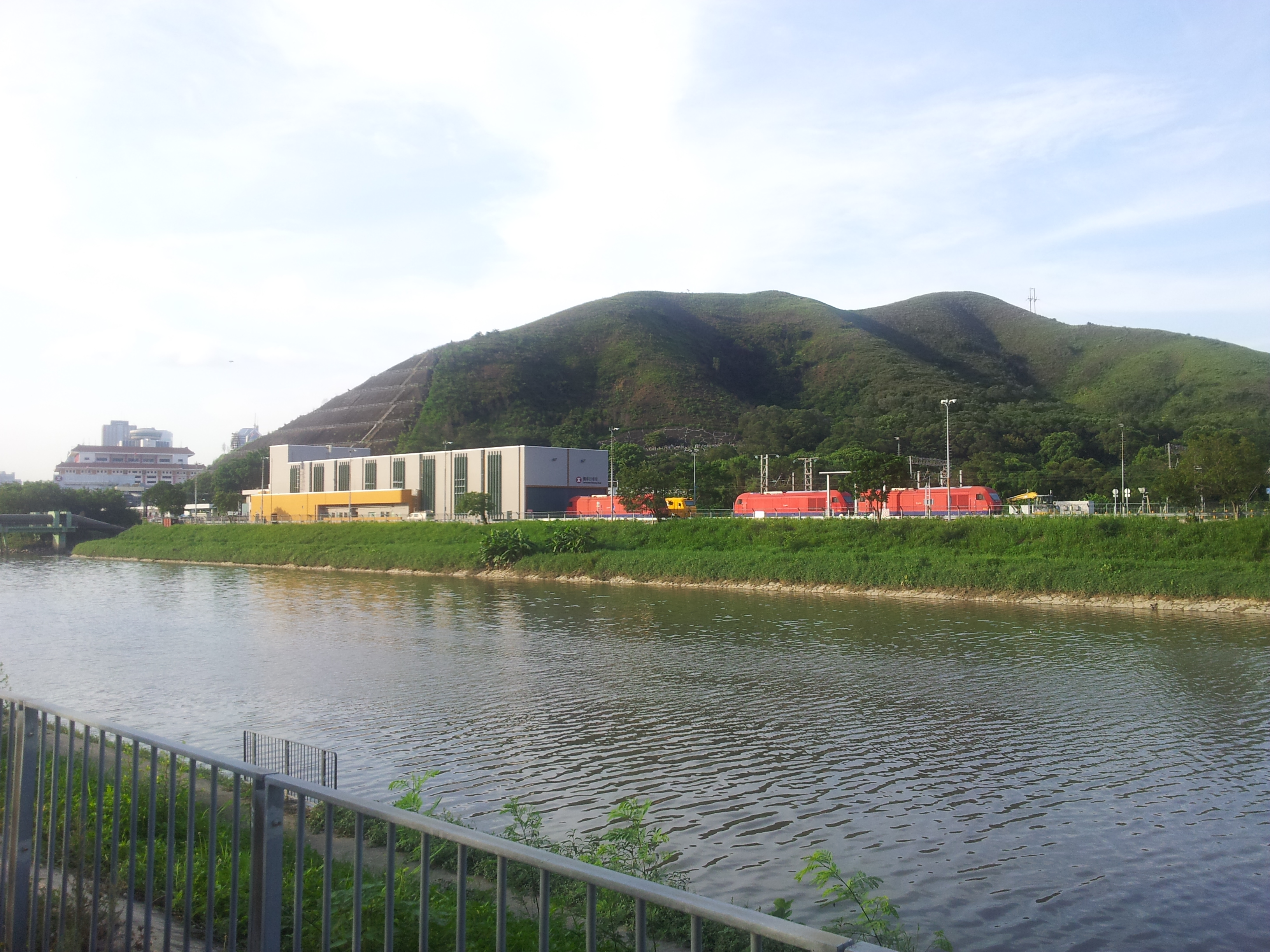
機車行車室，可見遠處深圳羅湖口岸

機車行車室（Locomotive Running Shed）是原九鐵維修柴油機車的地方，位於羅湖梧桐河和東鐵綫主線之間。原來的行車室位於紅磡站旁邊，因為沙中綫工程拆卸。

## 港鐵巴士車廠

### 屯門巴士廠
位於輕鐵車廠之內，是港鐵巴士（新界西北）的維修中心，並提供停泊處。

### 大埔巴士廠
位於大埔區大埔工業邨大華街與大福街交界、九巴大埔車廠對面，原「大福街公共運輸交匯處」（面積 4000平方米），供港鐵接駁巴士停泊及進行各類型之維修。車廠包括一個可容納9輛巴士的維修工場、兩層高的辦公室大樓、零件倉、巴士清潔、入油及污水處理設施，供港鐵接駁巴士使用，毋須再駛入屯門車廠進行大修。港鐵已於2012年7月為重置工程進行招標，於2012年底興建，2015年6月28日落成開幕。
原來的車廠位於沙田火炭新竹街和黃竹洋街交界，隔鄰為前城巴車廠；政府為興建公屋駿洋邨，於2014年收回該地皮。由於港鐵接駁巴士現時只服務大埔區，接駁居民到東鐵線大埔墟站，故新車廠最後選址大埔重置。

### 洪水橋巴士廠

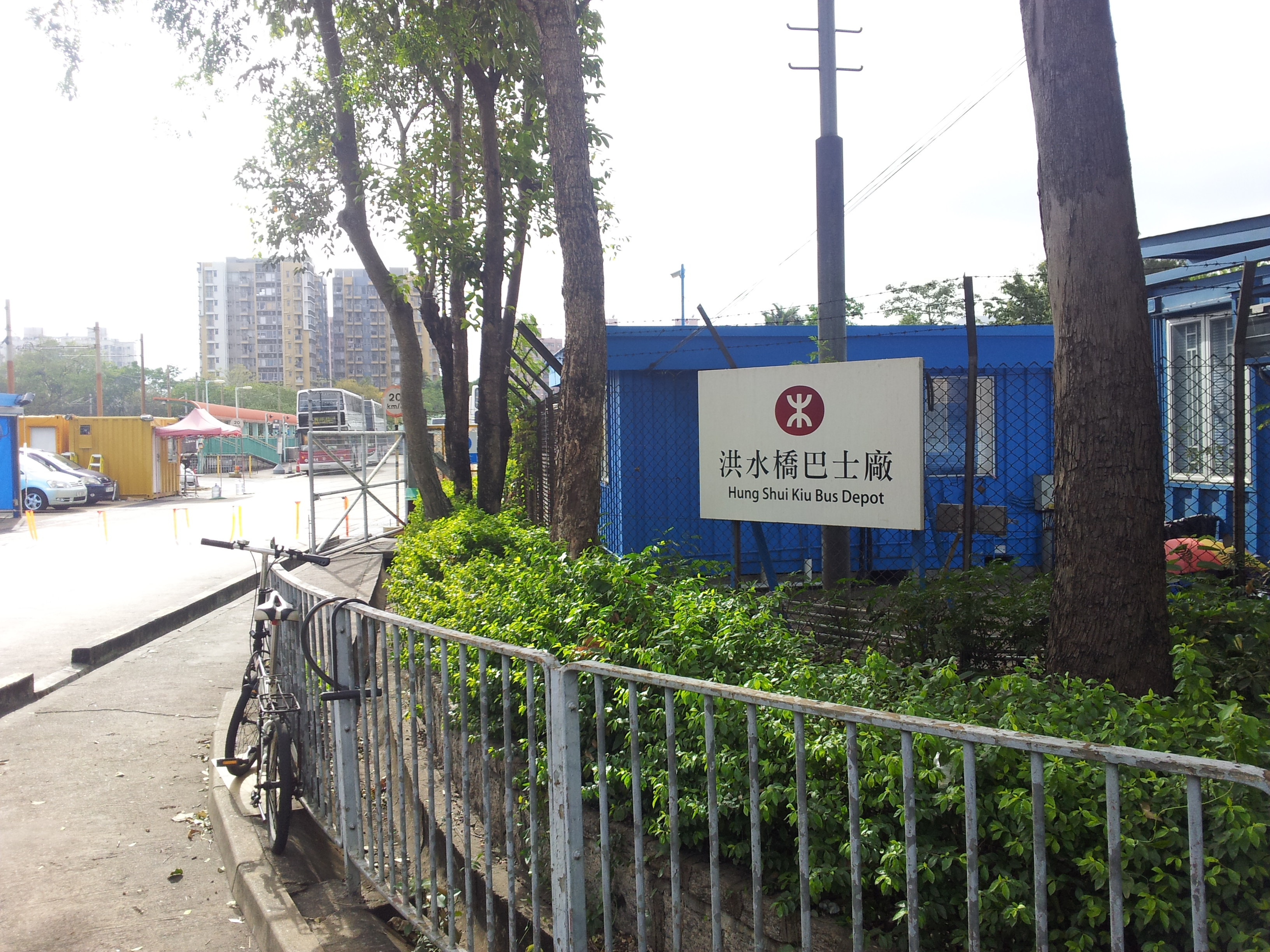
洪水橋巴士廠

在洪天路緊急月台旁邊，屬露天巴士車廠，內設港鐵巴士車務控制中心。
車廠主要為港鐵巴士提供停泊場所，並於輕鐵發生鐵路事故而有需要使用洪天路緊急月台時，迅速派車支援緊急接駁巴士。該車廠沒有維修設施，所有港鐵巴士（西北）日常維修由屯門車廠負責。

## 其他

### 貨場
東鐵綫在2010年6月15日前曾經兼營貨運服務，因此東鐵綫沿線設有多個貨場，供處理貨運列車的始發、維修貨運列車（及機車）等。

### 羅湖編組站
位於羅湖的編組站可調度及容納約180個貨卡，由該處發往不同目的站。貨場配備了40噸樓底式集裝箱吊機、叉式鏟車、40噸前置式集裝箱吊機、冷凍櫃充電設備、貨物儲倉、集裝箱堆場，還建有12個躉船停泊位，方便提供貫通海、陸的貨物聯運服務。自2010年6月15日港鐵停止貨運服務後，羅湖編組站現時就只用作停放機車和東鐵綫載客列車。

### 工程時設立的臨時車廠

#### 西灣河臨時車廠
在港島線1985年5月局部開通前，由於當時位於杏花邨的柴灣車廠尚未完工，當時的地鐵公司在西灣河（今鯉景灣）建造了一座臨時車廠，以供工程車輛及剛上岸的列車進行整備之用；同時，亦為此修築了一條專用線接駁太古站。後來，柴灣車廠投用，此臨時車廠即被拆卸，成為港鐵僅有兩座被拆卸的車廠之一；而原來的臨時專用線及其隧道口則被回填，僅餘一小段（即太古側線）用作開出繁忙時間特別班次列車。

#### 美孚臨時車廠
為了興建機場快綫及東涌綫，地鐵公司曾於1996年在美孚荔枝角公園對出、鄰近葵青貨櫃碼頭的填海區設立了一座臨時車廠，並有一條聯絡線接駁往東涌/機場方向軌道，以供工程車輛進行整備之用，並用作組裝路軌。上述鐵路於1998年啟用後，除了聯絡線被拆除以外，臨時車廠軌道仍然存在，改為用作支援九廣西鐵建設工程，直至2003年車廠才完全被拆除，成為港鐵僅有兩座被拆卸的車廠之一。目前，現址為一個臨時停車場，用作停泊旅遊巴士及校巴。

## 外部連結
- （繁體中文）鐵路營運＞營運詳情＞車廠 （页面存档备份，存于），港鐵公司